# Barbara H. Stein
Barbara H. Stein (1916 – Princeton, 9 de dezembro de 2005) foi pesquisadora e bibliógrafa de história da América Latina e da Península Ibérica na Biblioteca da Universidade de Princeton. Ela e seu marido, Stanley J. Stein, publicaram obras sobre a Espanha e a América espanhola, analisando a ascensão e a queda do Império Espanhol. Stein foi agraciada com o Prêmio de Distinção Acadêmica da American Historical Association em 1996, em reconhecimento às suas contribuições para a história ibérica e hispano-americana. Em 2018, a Universidade de Princeton adquiriu um valioso acervo de manuscritos brasileiros. "A aquisição homenageia as contribuições de Stanley e Barbara Stein para as coleções latino-americanas da biblioteca e para os estudos latino-americanos em Princeton."

## Obras selecionadas
- 1977. Latin America: A Guide to the Sources in the Princeton University Library.
- 1970. The colonial heritage of Latin America. Com Stanley J. Stein. Vol. 10. Nova Iorque: Oxford University Press.ISBN 978-0195012927
- 1970. La herencia colonial de América Latina/Colonial heritage of Latin America. Siglo xxi, 1970.ISBN 978-9682301575
- 2000. Silver, trade, and war: Spain and America in the making of early modern Europe. Com Stanley J. Stein. Johns Hopkins University Press.ISBN 978-0801877551
- 2003. Apogee of empire: Spain and New Spain in the age of Charles III, 1759–1789. Com Stanley J. Stein. Johns Hopkins University Press. ISBN 978-0801873393
- 2009. Edge of crisis: War and trade in the Spanish Atlantic, 1789–1808. Johns Hopkins University Press, 2009. Com Stanley J. Stein ISBN 978-1421414249